# 力量足球俱乐部
力量足球俱乐部（Power FC）是加纳职业足球俱乐部，位于加纳科福里杜亚。1997-98赛季該球隊首次升入加纳超级足球联赛。2000年，他们排名第倒数第三，并在附加赛中输球后降级。在降級的第一個賽季，該球隊就成功再次升入加纳超级足球联赛。2006-07赛季該俱乐部再次降級。
俱乐部的主体育场为科福里杜亚运动体育场(Koforidua Sports Stadium)。